# Idaea praeustaria
Idaea praeustaria là một loài bướm đêm trong họ Geometridae.